# Bouboulou
Bouboulou is een hoorspel van Klaus Steiger. Wegen Faulheit entlassen werd op 8 juli 1960 door de Westdeutscher Rundfunk uitgezonden. In een vertaling van Ben Heuer en onder regie van Willem Tollenaar zond de KRO het uit op zondag 7 oktober 1962. De uitzending duurde 37 minuten.

## Rolbezetting
- Jan Borkus (Claude Flicoteaux)
- Paul van der Lek (Casimir Duval)
- Huib Orizand (de chef)
- Fé Sciarone (Tinite Flicoteaux)
- Els Buitendijk (Madelon)
- Dries Krijn (César)
- Louis de Bree (Georges "Jojo" Bouboulou)

## Inhoud
Georges (Jojo) Bouboulou, burgemeester van het stadje Upie, doet alsof Parijs niet bestaat, alsof er geen ministeries en geen beambten zijn. Hij reageert noch op navragen noch op voorschriften. Twee van de betrouwbaarste beambten reizen daarom zelf naar Upie, om daar orde op zaken te stellen. De twee, die hun hele leven in donkere bureaus tussen stapels akten doorgebracht hebben, bevinden zich plots in een voor hen vreemde wereld. De stralende zon, de zachte lucht en de luchtige levensopvatting van de bewoners van Upie blijven ook op hen niet zonder invloed…